# Сельмер, Кристиан Эугуст
Кристиан Эугуст Сельмер (норв. Christian August Selmer; 16 ноября 1816, Халден, Эстфолл, Шведско-норвежская уния — 1 сентября 1889, Кристиания, Бюгдёй) — норвежский политический и государственный деятель, Премьер-министр правительства в Кристиании (11 октября 1880 — 11 марта 1884), юрист, судья. Президент Норвежского Красного Креста.

## Биография
С 1837 года изучал право в Университете Христиании, в 1842 году получил юридическую степень. В 1842 году работал мировым судьёй в Хедмарке. В 1848 году был назначен чиновником у прокурора. В 1850 году возглавил фирму и занялся юридической практикой. С 1862 по 1874 год работал магистратом в Драммене.
Член Консервативной партии Норвегии. С 1871 по 1873 год избирался депутатом Стортинга.
Военный министр (1874—1875 и 1879—1880). Министр внутренних дел (1874—1875 и 1879—1880). Министр юстиции (1877—1878). Министр аудита (1879).
Король Швеции Оскар II в 1880 году назначил его Премьер-министром в Кристиании.
Похоронен на Спасском кладбище Осло.